# بوژینوواتس
بوژینوواتس (به صربی: Božinovac) یک منطقهٔ مسکونی در صربستان است که در Knjaževac واقع شده‌است. بوژینوواتس ۲۶ نفر جمعیت دارد.